# George Reisman
Pour les articles homonymes, voir Reisman.
George Reisman (né le 13 janvier 1937) est professeur émérite en économie à la Pepperdine University. 
Avec Israel Kirzner, Hans Sennholz et Louis Spadaro, il est l'un des quatre économistes  qui ont passé leur doctorat d'économie à l'Université de New York sous la direction de Ludwig von Mises,  dont il a traduit les Grundprobleme des Nationalökonomie sous le titre Epistemological problems of Economics (en français, Problèmes fondamentaux de l'économie). 

## Biographie
Comme ce dernier,  il est un promoteur du capitalisme de laissez-faire,  donc du libre échange.
Il a écrit "The Government against the Economy" (1979), repris  sous une forme modifiée dans son Capitalism: A Treatise on Economics  (ISBN 0-915463-73-3).
Dans Capitalism, George Reisman cherche à opérer une synthèse entre l'économie classique et l'économie autrichienne, en unifiant les doctrines d'Adam Smith, David Ricardo, John Stuart Mill et Jean-Baptiste Say avec celles de Carl Menger, Ludwig von Mises et Friedrich Hayek.
George Reisman a travaillé étroitement avec Ayn Rand, dont l'influence sur son œuvre est au moins aussi grande que celle de son mentor Mises. Il se considère comme un objectiviste, bien qu'il se soit apparemment brouillé avec le Ayn Rand Institute. Divers Objectivistes  ont pris leurs distances avec lui, pour des raisons que Leonard Peikoff refuse d'expliquer.
George Reisman a publié des articles dans des revues savantes telles que The Quarterly Journal of Austrian Economics, The Journal of Libertarian Studies, et The American Journal of Economics and Sociology.  
D'autres publications incluent The Orange County Register, Barrons, The San Francisco Chronicle, The Daily News, The Buffalo News et The Free Radical.
George Reisman est Président de la Jefferson School of Philosophy, Economics and Psychology.
Il est marié  à la psychothérapeute Edith Packer.